# Bolanpasset
Bolanpasset är ett omkring 100 kilometer långt pass, som går genom Halabergen i östra Baluchistan från Dadar på Karachis slätter omkring 100 meter över havet till Quettas högplatåer, omkring 1.700 meter över havet.